# تحويل فورييه السريع
تحويل فوريي السريع (Fast Fourier Transformation) هي خوارزمية تمكن من حساب قيمة تحويل فوريي المتقطع بسرعة. تعود سرعة هذه الخوارزمية إلى أنها لا تقوم بحساب الأجزاء التي يساوي مجموعها صفرا في تحويل فوريي المتقطع. وتنسب الخوارزمية إلى جيمس كولي James W. Cooley وجون تيوكي John W. Tukey اللذان قاما بنشر الخوارزمية سنة 1965 وذلك بالصيغة المعروفة اليوم، إلا أن العالم الألماني كارل فريدرش غاوس قام بصياغة خوارزمية شبيهة سنة 1805 واستعملها في حساب مجرى المذنبات بالاس وجونو. كما تم تطوير بعض الحالات الخاصة من الخوارزمية قبل اكتشاف توكي لها (من قبل غود سنة 1960).

## في الإلكترونيات
من التطبيقات العملية المستخدمة كثيرا في الأجهزة الإلكترونية والاتصالات والإذاعة نشير هنا إلى تطبيق عملي لتحليل فورييه السريع، حيث يقوم حاسوب إلكتروني بعملية فصل إشارات الاتصالات المرغوبة عن ترددات مشوشرة، وهي تستخدم بغرض خفض الضجيج.
تحليل فورييه السريع :
طريقة هامة لخفض الضجيج هي تطبيق تحليل فورييه للإشارات المتراكبة مع تمريرها بمرشح للتردد مفصل لها ثم إعادة تراكبها عن طريق تحويل فورييه. تستخدم الطريقة تحليلا رياضيا ولكن أمكن بواسطة برمجة دوائر إلكترونية لوجيستية التوصل إلى خفض ضجيج أجهزة إلكترونية . ويتم ذلك بواسطة حواسيب رقمية تستطيع أداء ما يسمى تحويل فورييه السريع .
عند استخدام تحليل فورييه تعين جميع التردادت و مطالاتها و أطوارها . يمكن التفريق بين الإشارات المرغوبة وإشارات الضجيج عن طريق معرفة نطاقات أطياف تردداتها . ومن المستحسن معرفة ترددات الضجيج أولا في غياب الإشارات المرغوبة . حينئذ يمكن التأكد من طيف الضجيج (مجموعة ترددات الضجيج، شكلها، وتتابعها، وشدة كل منها ) . وبهذا الطريقة يمكن بعد ذلك فصل طيف ترددات الضجيج من الإشارات المرغوبة .
في المثال العملي التالي سنوضح حالة إشارة مرغوبة «مشوشرة» مما يمكن حدوثها في تقنية الاجهزة الصوتية :
| التغير الزمني للإشارة                                   |  |
|                                                         |  |
| تحويل للإشاره من تغير زمني إلى تغير ترددي               |  |
|                                                         |  |
| ← ترشيح →                                               |  |
|                                                         |  |
| أعادة تحويل الإشارة المرشحة من تغير ترددي إلى تغير زمني |  |
|                                                         |  |

|
|
توضيح تحليل فوريه وإعادة تركيبه بالرسومات المتحركة:

تحويل فورييه من مسار زمني (أحمر) ، إلى مسار ترددي (أزرق). تراكب االترددات (الإشارات) التي يمكن أن يكون منها ترددات ضجيج.